# Clipping (groupe)
Clipping, stylisé clipping. est un groupe américain de hip-hop, originaire de Los Angeles, en Californie. Le groupe se compose du rappeur Daveed Diggs et des producteurs Williame Hutson et Joathan Snipes.

## Histoire
Diggs et Hutson se connaissent depuis le lycée, et Hutson et Snipes sont d'anciens camarades de collège. Le groupe commence en 2009 comme un projet de remix, avec Hutson et Snipes qui prennent des a cappellas d'artistes de rap grand public et font  des remixes d'électronique de puissance et de bruit pour s'amuser. Diggs les rejoints en 2010 et commence à écrire ses propres raps sur leurs compositions. Ils publient leur première mixtape, midcity, sur leur site web le 5 février 2013. Bien que leurs attentes soient faibles, et malgré une promotion minimale, l'album a été bien accueilli, et cinq mois plus tard, ils signent chez Sub Pop. Leur premier album, CLPPNG, sort le 10 juin 2014.
Le groupe ne considère pas son son abrasif comme un rejet du hip-hop mainstream ou une réaction contre celui-ci, mais comme faisant partie d'une tradition hip-hop, y compris des producteurs comme Dr. Dre et Public Enemy, The Bomb Squad, qui ont expérimenté avec la production et ont également utilisé des techniques dures, de la musique concrète dans leur musique. De même, ils se considèrent comme un groupe de rap plutôt que comme un groupe de rap industriel, de noise-rap ou d'autres genres de mash-up.
Le 14 juin 2016, ils sortent un EP, Wriggle, puis leur deuxième album studio, Splendor & Misery, plus tard le 9 septembre. Album-concept de science-fiction, Splendor and Misery est nommé aux Prix Hugo 2017 dans la catégorie « Meilleure présentation dramatique (forme courte) » le 4 avril 2017.
En 2017, le groupe sort un single, The Deep. La chanson est nommée pour un prix Hugo en 2018, leur deuxième nomination consécutive dans la catégorie « Meilleure présentation dramatique (forme courte) ».
Le 28 septembre 2018, la chanson du groupe Stab Him in the Throat sort dans le cadre de l'album The Rick and Morty Soundtrack. Cet album est publié par Sub Pop et Adult Swim et comprend des chansons tirées d'épisodes de Rick et Morty.
Le 14 août 2019, le groupe publie sur YouTube une vidéo lyrique pour une nouvelle chanson intitulée Nothing is Safe, qui emprunte fortement à l'esthétique des films d'horreur des années 1970 et 1980, comme Halloween, et à la bande originale de John Carpenter. Ils annoncent également la sortie de leur troisième album, There Existed an Addiction to Blood, le 18 octobre de la même année. Le 12 septembre 2019, une deuxième vidéo lyrique est publiée sur YouTube pour promouvoir There Existed an Addiction to Blood. Le titre, intitulé « La Mala Ordina », comprenait des apparitions invitées des rappeurs Elcamino et Benny the Butcher, avec une production supplémentaire de l'artiste noise The Rita[13].
Le 1er novembre 2020, sur leur chaîne YouTube, ils diffusent en direct une performance de la première variation de l'hymne socialiste The People United Will Never Be Defeated! - jouée sur un magnétophone, sous une petite flamme, en boucle, l'image se déformant lentement - jusqu'à ce que l'élection présidentielle américaine de 2020 soit annoncée. La performance est réalisée pour un mouvement appelé « #BeginWithTheBallot » par Alarm Will Sound.
Le 21 septembre 2022, le groupe annonce et publie le premier d'une série de quatre EP de remixes qui sortiront tous les mercredis jusqu'au 12 octobre via Sub Pop. Le premier, Remxng 2.1, comprend des artistes remixeurs dont Loraine James, Bogdan Raczynski, et Lauren Bousfield.

## Discographie

### Albums studio
- 2014 - CLPPNG (Sub Pop Records)
- 2016 - Splendor and Misery (Sub Pop Records)
- 2019 - There Existed an Addiction to Blood (Sub Pop Records)
- 2020 - Visions of Bodies Being Burned (Sub Pop Records)
- 2025 - Dead Channel Sky (Sub Pop Records)